# Aziz Behich
Aziz Behich (født 16. december 1990 i Melbourne, Australien), er en australsk fodboldspiller (venstre back/wing). Han spiller for den skotske klub Dundee United, som han har været tilknyttet siden 2013.

## Landshold
Behich har (pr. november 2022) spillet 52 kampe og scoret to mål for Australiens landshold, som han debuterede for 14. november 2012 i en venskabskamp mod Sydkorea. Senere samme år scorede han sine første to landskampsmål i et opgør mod Taiwan. Han var med i den australske trup til VM 2018 i Rusland.